# Malagassycarilia
Malagassycarilia is een kevergeslacht uit de familie van de boktorren (Cerambycidae). De wetenschappelijke naam van het geslacht werd voor het eerst geldig gepubliceerd in 2011 door Villiers, Quentin & Vives.

## Soorten
Malagassycarilia omvat de volgende soorten:
- Malagassycarilia armipes Villiers, Quentin & Vives, 2011
- Malagassycarilia tenuepunctata Villiers, Quentin & Vives, 2011